# Laboratoires nationaux du département de l'Énergie des États-Unis

Emblème du département de l'Énergie des États-Unis

Les laboratoires nationaux du département de l’Énergie des États-Unis forment un réseau de centres de recherches et de laboratoires financés et contrôlés par le département de l’Énergie (DoE), effectuant des recherches scientifiques de pointe qui contribuent aux intérêts économiques et militaires des États-Unis.

## Listes des installations
- Albany Research Center (en)
- Ames National Laboratory (en)
- Argonne National Laboratory
- Laboratoire national de Brookhaven
- Center for Functional Nanomaterials (en) (en projet ou en construction)
- Center for Integrated Nanotechnologies (en projet ou en construction)
- Center for Nanophase Materials Sciences (en) (en projet ou en construction)
- Center for Nanoscale Materials (en) (en projet ou en construction)
- Environmental Measurements Laboratory (en) (affilié au département de la Sécurité intérieure depuis 2002)
- Fermi National Accelerator Laboratory
- Laboratoire national de l'Idaho (fusion du Argonne National Laboratory (West) et du Idaho National Engineering Laboratory)
- Knolls Atomic Power Laboratory (en)
- Laboratoire national Lawrence-Berkeley
- Laboratoire national Lawrence Livermore
- Laboratoire national de Los Alamos
- Molecular Foundry (en) (en projet ou en construction)
- National Energy Technology Laboratory (en)
- National Petroleum Technology Office (en)
- National Renewable Energy Laboratory
- New Brunswick Laboratory (en)
- Oak Ridge National Laboratory
- Pacific Northwest National Laboratory
- Laboratoire de physique des plasmas de Princeton
- Radiological & Environmental Sciences Laboratory (en)
- Laboratoires Sandia
- Savannah River Ecology Laboratory sur le site de la rivière Savannah
- Stanford Linear Accelerator Center
- Thomas Jefferson National Accelerator Facility
- Yucca Mountain